# Joseph Wechsberg
Joseph Wechsberg (29. srpna 1907 Ostrava –10. dubna 1983 Vídeň) byl česko-židovský spisovatel, právník, novinář, hudebník, a gurmán.

## Život
Narodil se 29. srpna roku 1907 v Ostravě v tehdejším Rakousko-Uhersku. Vystudoval právnickou fakultu Univerzity Karlovy, vídeňskou Státní hudební akademii a Sorbonnu, kde se živil hraním na housle v pařížských restauracích a barech.
V roce 1938 se stal poručíkem československé armády a velel kulometné rotě na polské hranici. Následující rok byl vyslán se svou ženou do Spojených států amerických, kde postupně začal psát pro magazín The New Yorker.
V roce 1943 byl odveden do americké armády a poslán do Evropy jako seržant pro psychologický boj. Po svém návratu do USA napsal více než sto článků o příbězích lidí, které během války potkal. Přispíval také do časopisů, jako jsou Gourmet, Esquire, Playboy, The Atlantic a The Saturday Evening Post. Mimo jiné psal fejetony o kuchyni a cestování po celé Evropě.
Zemřel 10. dubna roku 1983 ve Vídni. Bylo mu 75 let. Pohřben byl na Židovském hřbitově v Meranu.